# Perkin Warbeck
Perkin Warbeck (født ca. 1474 - død 23. november 1499) var en tronprætendent for Huset York under Henrik 7. af England.
Han var født i Tournai og blev først kendt ved hoffet i Burgund i 1490, da han fremsatte sit krav på den engelske trone. Han udgav sig for at være Richard af Shrewsbury, 1. hertug af York, yngre søn af Edvard 4. Den virkelige Richard var en af prinserne i Tower og blev med stor sandsynlighed myrdet i 1483.
I 1491 kom Warbeck til Irland, hvor han håbede på at finde støtte, som en anden falsk tronkræver, Lambert Simnel, havde gjort fire år tidligere. Det gjorde han ikke, og han trak sig tilbage til kontinentet. Karl 8. af Frankrig tog imod ham, og Margaret af York, som var Edvard 4.'s søster, anerkendte ham offentligt som Richard, hertug af York. Det er usikkert om hun vidste, at han var en svindler. Han blev også modtaget af andre monarker. Da han skal have lignet Edvard 4., gik der rygter om, at han var en uægte søn af kongen; det er muligt, at nogen af hans støtter troede på den historie.
3. juli 1495 forsøgte han at gå i land i England. Han havde kun en lille styrke, betalt af Margrete af Burgund, og blev næsten med det samme tvunget til at flygte til Irland. Der fik han støtte fra jarlen af Desmond og belejrede Waterford. Igen mødte han modstand og flygtede til Skotland. Der blev han taget godt imod af Jakob 4., som lod ham giftes med hans kusine lady Catherine Gordon.
Skotterne angreb England i september 1496, men trak sig hurtigt tilbage, da den forventede støtte fra Northumberland ikke kom. Det eneste resultatet af angrebet var øget krigsskatter i England, som kan have ført til Det cornwallske oprør året efter. Jakob 4. ønskede nu at bliv fri for Warbeck, og han måtte derfor rejse tilbage til Irland, hvor han igen belejrede Waterford. Denne gang varede belejringen i 11 dage før han måtte flygte fra Irland. Hans to skibe med omkring 120 mand blev forfulgt af fire engelske skibe.
Warbeck gik i land i Cornwall i 1497 i håb om at kunne fiske i rørt vande efter oprøret tre måneder tidligere. Men oprørerne var blevet slået, og der var kun få som var villige til at forsøge igen. Han marcherede alligevel mod London, og gav i 1498 Henrik 7. en stor militær udfordring, før det kom til en træfning, hvor han flygtede igen. Han blev taget til fange og indespærret i Tower of London. Han skal sammen med Edvard Plantagenet, 17. jarl af Warwick, som virkelig havde et reelt krav på tronen, have forsøgt at flygte. Det mislykkes, og han blev henrettet for højforræderi, hængt i Tyburn.